# Delta Caeli
Delta Caeli (7 Caeli) é uma estrela na direção da constelação de Caelum. Possui uma ascensão reta de 04h 30m 50.10s e uma declinação de −44° 57′ 13.5″. Sua magnitude aparente é igual a 5.07. Considerando sua distância de 710 anos-luz em relação à Terra, sua magnitude absoluta é igual a −1.62. Pertence à classe espectral B2IV-V.